# Tjendol Sunrise
Tjendol Sunrise is een Nederlandse band, opgericht in 2004. De band is opgericht met de bedoeling rock-'n-roll (vroege rockabilly, rock&roll en indorock) te spelen. Het repertoire omvat bekende en minder bekende rock-'n-roll- en indorock-klassiekers uit de jaren 50 en de vroege jaren 60 alsook eigen liedjes.

## Andy Tielman
Andy Tielman, de voorman van de Tielman Brothers, heeft zijn laatste cd 21st Century Rock opgenomen samen met Tjendol Sunrise. De band heeft samen met Andy Tielman het door Andy geschreven "Rock Little Baby Of Mine" (uit 1958, dat ook op de jubileum-CD staat) voor koningin Beatrix gespeeld in Den Haag, voor een select publiek van genodigde gasten.
In 2012 won Tjendol Sunrise de Andy Tielman Award vanwege "de instandhouding en promotie van Rock & Roll in het algemeen en de Indorock in het bijzonder".

## Verenigde Staten
In 2012 zijn hun cd's ook in de Verenigde Staten uitgebracht.

## Bandleden
- Patrick Kerger - zang/gitaar
- Marc Doornweerd - zang/gitaar
- Willy Pieters - zang/contrabas
- Jean-Paul Goossens - drums

## Discografie

### Albums
| Album met eventuele hitnotering(en) in de Nederlandse Album Top 100 | Datum van verschijnen | Datum van binnenkomst | Hoogste positie | Aantal weken | Opmerkingen |
| ------------------------------------------------------------------- | --------------------- | --------------------- | --------------- | ------------ | ----------- |
| The Way That You Smile                                              | 2007                  | -                     |                 |              |             |
| 21st Century Rock                                                   | 2008                  | -                     |                 |              |             |
| There's Always Tomorrow                                             | 2011                  | -                     |                 |              |             |
| Midtempo Dulu                                                       | 2012                  | -                     |                 |              |             |